# Сражение при Ассейсейре
Сражение при Асейсейре (порт. Batalha de Asseiceira) — последнее и решающее столкновение гражданской войны в Португалии, так называемых Мигелистских войн, произошедшее 16 мая 1834 года.
Армия Мигела I под командованием фельдмаршала Гедеша ди Оливейры отошла на восток перед лицом наступления сил Педру и расположилась лагерем на сильной позиции на высотах Ассейсейра, в районе холмов и долин, примерно в четырёх милях от Томара. Мигел находился в Сантарене и поэтому не участвовал в сражении. Генерал либералов, герцог Терсейра, двинулся к Томару утром 16-го числа и атаковал позиции мигелистов тремя колоннами под командованием полковников Кейроша, Непомусену и Васконселоша.
Войска мигелистов попытались отразить их атаку артогнем и кавалерийскими контратаками, но либералы упорствовали в своих атаках, и в конечном итоге, после двухчасовой борьбы, в решающей кавалерийской атаке захватили высоты. Многие мигелисты были убиты или ранены, их орудия захвачены, и около 1400 человек взяты в плен.
Остальные бежали в Голега, который на следующий день занял Терсейра. Тяжело больной Педру прибыл туда 18 мая. Мигел I собрал свои оставшиеся силы в Эворе, но его офицеры не хотели рисковать и убедили его принять условия капитуляции. Война, наконец, закончилась десятью днями позже с подписанием договора Эворамонте, по которому Мигел сдался и отказался от своих претензий на португальский престол, а также уехал в эмиграцию.